# Bohumil Hrabal
Bohumil Hrabal (IPA: [ˈboɦumɪl ˈɦrabal]; Brno, 28 marzo 1914 – Praga, 3 febbraio 1997) è stato uno scrittore ceco.
Nel 1995 ha ricevuto il Premio Grinzane Cavour. Il regista Jiří Menzel ha tratto diversi film da romanzi e soggetti di Hrabal, tra cui Treni strettamente sorvegliati, vincitore dell'Oscar al miglior film in lingua straniera.

## Biografia

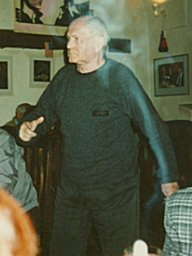
Bohumil Hrabal, a Praga, nel 1994

Nato a Brno, in Moravia, si trasferì presto dapprima a Nymburk e poi a Praga. Nel 1939 i suoi studi di legge furono bloccati dall'invasione della Cecoslovacchia da parte della Germania nazista. Per mantenersi svolse svariati mestieri: fu magazziniere presso una cooperativa di consumo, addetto alla preparazione del malto in una fabbrica di birra, copista presso lo studio di un notaio, prima manovratore e poi capostazione ferroviario, telegrafista, agente assicurativo della "Sostegno della Vecchiaia", commesso viaggiatore di giocattoli, operaio metalmeccanico, imballatore di carta da macero ottenuta dai libri censurati dal regime comunista, macchinista e in seguito comparsa in un teatro e cameriere. Di pari passo fu un grande bevitore ed uno scrittore con una personalità fuori dagli schemi.
Iniziò a pubblicare poesie negli anni trenta, ma senza successo. La vena artistica si indirizzava piuttosto verso la narrativa, secondo toni non-intellettuali e autobiografici, continuamente legati alla sua formazione attraverso i mestieri. Le pagine dei suoi romanzi furono all'inizio un esercizio per sé stesso e fu solo dal 1963 che poté dedicare più tempo alla scrittura. Tuttavia la fine della Primavera di Praga, dopo il 1968 portò alla censura totale delle sue opere da parte del regime. I suoi romanzi circolavano tramite canali clandestini. La diffusione era però tale da renderlo un maestro riconosciuto, con una crescente fama anche fuori dai confini della Cecoslovacchia.
Morì il 3 febbraio 1997, durante un ricovero per una lieve malattia in un ospedale di Praga, cadendo da una finestra al quinto piano. Secondo la versione fornita dai sanitari, si era sporto troppo per nutrire alcuni colombi, mentre secondo un'altra versione Hrabal avrebbe deciso di suicidarsi. A sostegno di questa ipotesi, nel 1989 aveva profeticamente scritto:
(Bohumil Hrabal, Il flauto magico)

## Opere
Hrabal ha scritto molti volumi, alternando racconti e romanzi. Lezioni di ballo per adulti (1964), Treni strettamente sorvegliati (1965), Inserzione per una casa in cui non voglio più abitare (1966), Leggende e storie truci (1968), Bocciòli (1970), Ho servito il re d'Inghilterra (1971), Un tenero barbaro (1973), La tonsura (1976), Una solitudine troppo rumorosa (1977), Le nozze in casa (1986), Volete vedere Praga d'oro? (1989), L'uragano di novembre (1990). Molte sono le traduzioni in italiano, soprattutto presso Einaudi, Sapiens, Edizioni e/o e Mondadori Editore
Le sue descrizioni anti-eroiche, ricche di elementi grotteschi, di vicende quotidiane minime sempre ai limiti del paradosso, collocano Hrabal sul filo del surreale. L'ambientazione popolare e popolaresca lo lega ai mondi narrativi di Jaroslav Hašek più che a quelli di Franz Kafka o altri scrittori più "intellettuali". La sua prosa burlesca aderisce al parlato popolaresco, in un flusso ininterrotto di invenzioni e di "chiacchiere". La facilità di lettura cela però un complesso intrico di combinazioni e derivazioni linguistiche, con disinvolti registri lessicali.

## Omaggi
- Il saggista polacco Aleksander Kaczorowski ha esplorato ne Il gioco della vita il mistero della morte di Hrabal.
- Il brano Ballata per Hrabal (Orchestra Atipica Jazz Bonamici Group-One, Cd Disordini al Confine, Studio Vinile - NJI Nuovo Jazz Italiano - Comune di Roccastrada, 2002, distr. Materiali Sonori.) di Andrea Pellegrini è un omaggio allo scrittore.

### In ceco
- Ztracená ulička, Nymburk: Hrádek 1948 (pronta per la stampa, ma pubblicata nel 1991)
- Perlička na dne, Praga: CS 1963.
- Pábitelé, Prague: MF 1964.
- Taneční hodiny pro starší a pokročilé, Praga: CS 1964.
- Ostře sledované vlaky, Praga: CS 1965.
- Inzerát na dům, ve kterém už nechci bydlet, Praga: MF 1965.
- Morytáty a legendy, Praga: CS 1968.
- Domácí úkoly, Úvahy a rozhovory. Praga: MF 1970 (la maggior parte delle copie mandate al macero)..
- Poupata, Praga: MF 1970 (la maggior parte delle copie mandate al macero).
- Obsluhoval jsem anglického krále, Praga: Jazzová sekce, 1971
- Něžný barbar, Praga: Petlice 1973 (samizdat); Edizione all'estero: Index, Colonia, 1981.
- Postřižiny, Praga: Petlice 1974 (samizdat), poi Praga: Českosl. spisovatel 1976
- Městečko, kde se zastavil čas, Praga: Petlice 1974 (samizdat); Edizione all'estero: Comenius, Innsbruck, 1978.
- Příliš hlučná samota, Praga: Ceska expedice 1977 (samizdat); Edizione all'estero: Index, Colonia, 1980.
- Slavnosti sněženek, Praga: CS 1978.
- Krasosmutnění, Praga: CS 1979.
- Harlekýnovy milióny, Praga: CS 1981.
- Kluby poezie, Praga: MF 1981.
- Domácí úkoly z pilnosti, Praga: MF 1982.
- Život bez smokingu, Praga: CS 1986.
- Svatby v dome, Praga: Prazska imaginace 1986; Edizione all'estero: 68'Publishers, Toronto, 1987.
- Vita nuova, Praga: Prazska imaginace 1986; Edizione all'estero: 68'Publishers, Toronto, 1987.
- Proluky, Praga: Petlice 1986; Edizione all'estero: 68'Publishers, Toronto, 1986.
- Kličky na kapesníku, Praga: Práce, 1990
- Listopadový uragán, Praga: Tvorba 1990.
- Ponorné říčky, Praga: Prazska imaginace 1991.
- Růžový kavalír, Praga: Prazska imaginace 1991.
- Aurora na mělčině, Praga: Prazska imaginace 1992.
- Večerníčky pro Cassia, Pražská imaginace, Praga 1993.
- Atomová mašina značky Perkeo sc, Prace, 1991
- Bambino di Praga; Barvotisky; Krásná Poldi Praga: Československý spisovatel, 1990
- Básnění Praga: Pražská imaginace, 1991
- Bibliografie dodatky rejstříky Praga: Pražská imaginace, 1997
- Buďte tak hodná, vytáhnete rolety: výbor z milostné korespondence Praga: Triton, 1999
- Chcete vidět Zlatou Prahu?: výbor z povídek Praga: Mladá fronta, 1989
- Já si vzpomínám jen a jen na slunečné dny Nymburk: S Klos, 1998

Raccolte
- Opere complete, in 19 volumi, pubblicata negli anni novanta da Pražská imaginace.

### Traduzioni in italiano
- Inserzione per una casa in cui non voglio più abitare, introduzione di Angelo Maria Ripellino, traduzione di Ela Ripellino, Torino, Einaudi, 1968. ISBN 88-06-59370-6 ISBN 88-06-16229-2
- Vuol vedere Praga d'oro?, traduzione di Hana Kubistová Casadei, Milano, Longanesi, 1973; poi Parma, Guanda, 1997. ISBN 88-7746-258-2 ISBN 88-8246-649-3 ISBN 978-88-6088-193-9
- Treni strettamente sorvegliati, traduzione e cura di Sergio Corduas, in appendice "Hrabal, ferroviere di Dio" di Sergio Corduas e "L'ironia praghese", intervista con Bohumil Hrabal, illustrazioni di Ales Jiranek, Roma, e/o, 1982. ISBN 88-7641-084-8 ISBN 88-7641-003-1
- Ho servito il re d'Inghilterra, traduzione e postfazione di Giuseppe Dierna, Roma, e/o, 1986. ISBN 88-7641-116-X ISBN 88-7641-035-X ISBN 978-88-7641-116-8
- Una solitudine troppo rumorosa, a cura di Sergio Corduas,	Torino, Einaudi, 1987. ISBN 88-06-12308-4 (dall'ed. 1999 con il saggio Dopo Hrabal, una rumorosa solitudine di Giorgio Pressburger) ISBN 88-06-15209-2 ISBN 88-06-18151-3 ISBN 978-88-06-18151-2 ISBN 978-88-06-21916-1
- La tonsura, traduzione, postfazione e collages di Giuseppe Dierna, Roma, e/o, 1987. ISBN 88-7641-155-0 ISBN 88-7641-054-6
- Alcune parole, traduzione e introduzione di Bartholomew Isaac Klada, Roma, MicroMega, 1990. ISBN 88-85824-30-7
- L'uragano di novembre, traduzione di Bartholomew Isaac Klada, in appendice Il cigno di Avon e Il gioco della verità, Roma, e/o, 1991. ISBN 88-7641-365-0 ISBN 88-7641-101-1
- Bambino di Praga, a cura di Maria Gloria Grifoni, Milano, Sapiens, 1991 (con una Nota della curatrice).
- La cittadina dove il tempo si è fermato, traduzione e postfazione di Annalisa Cosentino, Roma, e/o, 1992. ISBN 88-7641-228-X
- Le nozze in casa: romanzetto femminile, traduzione di Alessandra Trevisan, a cura di Sergio Corduas, Torino, Einaudi, 1992 (con un saggio del curatore). ISBN 88-06-18294-3
- La stradina perduta: versi 1937-1948, traduzione, postfazione e note di Giuseppe Dierna, Milano, Sapiens, 1993.
- Un tenero barbaro, traduzione e postfazione di Annalisa Cosentino, Roma, e/o, 1994. ISBN 88-7641-209-3 ISBN 88-7641-294-8
- La tendenza alle sbornie e al comunismo ovvero paure totali, traduzione di Dario Massimi, Roma, e/o, 1995.
- Paure totali, traduzione di Dario Massimi, Roma, e/o, 1995. ISBN 88-7641-304-9 ISBN 88-7641-261-1
- Dribbling stretti ovvero Nodi al fazzoletto: romanzo-intervista; domande e risposte annotate da László Szigeti, traduzione di Ela Ripellino-Hlochová e Giuseppe Dierna, a cura e con una postfazione di Giuseppe Dierna, Milano, Sapiens, 1995.
- Sanguinose ballate e miracolose leggende, traduzione e postfazione di Annalisa Cosentino, Roma, e/o, 1998. ISBN 88-7641-367-7
- Spazi vuoti, traduzione e prefazione di Giuseppe Dierna, Torino, Einaudi, 2010.
- Lezioni di ballo per anziani e progrediti, traduzione e prefazione di Giuseppe Dierna, Torino, Einaudi, 2018.
- La perlina sul fondo, (Perlička na dne, Praga: CS 1963), traduzione di Laura Angeloni, a cura di Alessandro Catalano, Torino, Miraggi, 2020. ISBN 978-88-3386-111-1
- Io e i miei gatti, (Autičko, in Život bez smokingu) traduzione di Giuseppe Dierna, Milano, Guanda, 2021.
- Compiti per casa, (Domácí úkoly), traduzione di Laura Angeloni, Torino, Miraggi, 2022

Raccolte
- Opere scelte, progetto editoriale e prefazione di Sergio Corduas, saggio introduttivo di Jiří Pelan, a cura di Sergio Corduas e Annalisa Cosentino, Milano, Mondadori «I Meridiani», 2003. ISBN 88-04-51349-7